# Valserhône
Valserhône  est une commune nouvelle située dans l'est du département de l'Ain, en région Auvergne-Rhône-Alpes, issue de la fusion des trois communes déléguées de Bellegarde-sur-Valserine, Châtillon-en-Michaille et Lancrans.
Elle se situe à la limite départementale entre l'Ain et la Haute-Savoie. Elle est bordée par le fleuve Rhône et traversée par la rivière Valserine — la première à avoir reçu en 2014 le label « Rivières Sauvages » — qui donnent chacun leur nom à cette nouvelle commune, située à 30 km de Genève et 15 km de la frontière franco-suisse.
Elle est la troisième commune la plus peuplée du département de l'Ain, avec un peu plus de 16 000 habitants derrière Bourg-en-Bresse et Oyonnax. Avant la fusion, Bellegarde-sur-Valserine, qui avait longtemps été à elle seule la quatrième ville la plus peuplée du département après Ambérieu-en-Bugey, n'était plus que la sixième avec 11 666 habitants.
La fusion des communes est actée par les trois conseils municipaux le 10 septembre 2018, validée par arrêté préfectoral le 22 octobre 2018, pour une mise en place le 1er janvier 2019.

## Géographie

### Situation
Valserhône est située dans la vallée de la Michaille au pied de la partie jurassienne du département de l'Ain, au fond d'une vallée délimitée par le plateau de Retord à l'ouest et par le massif du Grand Crêt d'Eau et le Vuache à l'est. Le défilé de l'Écluse, passage creusé par le Rhône entre ces deux montagnes est la principale voie d'accès (en France) au pays de Gex, au pays Genevois et donc au sud du lac Léman. À Bellegarde, le Rhône vient buter sur le massif du Jura et oblique alors vers le sud en direction de Seyssel, Culoz et le lac du Bourget. Enfin, Valserhône est au débouché est de la cluse de Nantua, principal axe de franchissement du Jura sud. Cette situation au sein d'un carrefour de voies naturelles en Y explique la genèse et le développement de l'ancienne commune de Bellegarde.

### Géologie et relief
La superficie de la commune est de 6 254 hectares ; son altitude varie de 330 mètres (sortie du Rhône à Arlod) à 1 606 mètres (Lancrans, Crêt du Milieu).
Valserhône est située au fond d'une vallée, délimitée par le plateau du Retord à l'ouest et par le massif du Grand Crêt d'Eau et le Vuache à l'est. Le passage creusé par le Rhône entre ces deux montagnes est la principale voie d'accès (en France) au pays de Gex et au sud du lac Léman.

### Hydrographie
Valserhône est située au confluent de la Valserine et du Rhône. La nature des roches a donné au lit de ces cours d'eau une forme bien particulière : les pertes du Rhône (submergées depuis la mise en eau du barrage de Génissiat) et de la Valserine. L'eau s'enfonce dans le sol et il est encore possible de traverser la rivière sur une courte passerelle. Cette particularité a fait du site un lieu de passage même s'il reste pratiquement inhabité jusqu'au XIXe siècle. Le fleuve marque aujourd'hui la limite entre l'Ain et la Haute-Savoie.

### Climat
Pour des articles plus généraux, voir Climat d'Auvergne-Rhône-Alpes et Climat de l'Ain.
En 2010, le climat de la commune est de type climat des marges montargnardes, selon une étude du CNRS s'appuyant sur une série de données couvrant la période 1971-2000. En 2020, Météo-France publie une typologie des climats de la France métropolitaine dans laquelle la commune est exposée à un climat de montagne ou de marges de montagne et est dans une zone de transition entre les régions climatiques « Jura » et « Alpes du nord ».
Pour la période 1971-2000, la température annuelle moyenne est de 10,9 °C, avec une amplitude thermique annuelle de 18,3 °C. Le cumul annuel moyen de précipitations est de 1 322 mm, avec 11,3 jours de précipitations en janvier et 8,2 jours en juillet. Pour la période 1991-2020, la température moyenne annuelle observée sur la station météorologique installée sur la commune est de 11,1 °C et le cumul annuel moyen de précipitations est de 1 184,6 mm,. Pour l'avenir, les paramètres climatiques de la commune estimés pour 2050 selon différents scénarios d'émission de gaz à effet de serre sont consultables sur un site dédié publié par Météo-France en novembre 2022.
| Mois                                  | jan.             | fév.          | mars           | avril         | mai           | juin          | jui.           | août           | sep.           | oct.            | nov.           | déc.           | année     |
| ------------------------------------- | ---------------- | ------------- | -------------- | ------------- | ------------- | ------------- | -------------- | -------------- | -------------- | --------------- | -------------- | -------------- | --------- |
| Température minimale moyenne (°C)     | −1,7             | −1,4          | 1,1            | 4,3           | 8,4           | 11,7          | 13,4           | 13             | 9,7            | 6,6             | 2,1            | −0,9           | 5,5       |
| Température moyenne (°C)              | 2,1              | 3,4           | 7              | 10,7          | 14,7          | 18,5          | 20,4           | 20             | 16             | 11,9            | 6,3            | 2,7            | 11,1      |
| Température maximale moyenne (°C)     | 5,9              | 8,3           | 13             | 17,1          | 21            | 25,2          | 27,5           | 26,9           | 22,3           | 17,2            | 10,5           | 6,2            | 16,8      |
| Record de froid (°C) date du record   | −15,4 05.01.1995 | −17 05.02.12  | −13,7 01.03.05 | −5,4 08.04.21 | −1,4 07.05.19 | 2,3 04.06.01  | 5,3 03.07.1996 | 4,7 30.08.1998 | 0,1 30.09.1995 | −5,5 31.10.1997 | −10,3 27.11.05 | −16,1 30.12.05 | −17 2012  |
| Record de chaleur (°C) date du record | 16,7 01.01.23    | 20,2 25.02.21 | 25,4 31.03.21  | 29,6 21.04.18 | 33,8 24.05.09 | 36,5 27.06.19 | 38,6 31.07.20  | 39,9 24.08.23  | 33,1 11.09.23  | 28 02.10.11     | 22,9 02.11.20  | 16,4 08.12.00  | 39,9 2023 |
| Précipitations (mm)                   | 116,3            | 92,5          | 88,7           | 81,5          | 94,2          | 86,1          | 86,9           | 91,4           | 87,4           | 108,8           | 118,7          | 132,1          | 1 184,6   |

## Urbanisme

### Typologie
Au 1er janvier 2024, Valserhône est catégorisée centre urbain intermédiaire, selon la nouvelle grille communale de densité à 7 niveaux définie par l'Insee en 2022.
Elle appartient à l'unité urbaine de Valserhône, une agglomération inter-départementale dont elle est ville-centre,. Par ailleurs la commune fait partie de l'aire d'attraction de Genève - Annemasse (partie française), dont elle est une commune de la couronne,. Cette aire, qui regroupe 158 communes, est catégorisée dans les aires de 700 000 habitants ou plus (hors Paris),.

### Morphologie urbaine
Valserhône peut être divisée en grandes zones, car elle est le regroupement de plusieurs villes et villages :
- Bellegarde-sur-Valserine : le centre-ville actuel, qui s'est développé avec la ligne de chemin de fer Lyon-Genève, ainsi qu'avec le développement industriel (énergie hydraulique), au XIXe siècle ;
- Musinens : situé sur les hauteurs de la ville, secteur où se trouvent les cités HLM ainsi que le lycée Saint-Exupéry. Dans cette zone résident plus de 35 % des habitants[13], ainsi qu'une grande partie des industries, avec la zone industrielle. On y trouve également le centre commercial du Crédo. En 2009, le centre commercial de la Valserine y a été créé, à la frontière entre les communes de Bellegarde et de Châtillon-en-Michaille ;
- Coupy : située au pied du Grand Crêt d'Eau et en aplomb de la route de Genève, commune indépendante jusqu'en 1966 avant d'être rattachée à Bellegarde, et son écart Vanchy
- Vanchy : petit village situé sur l'ancienne route de Genève à 2 km au sud-est de Coupy dont il fut le chef-lieu avant 1905 ;
- Arlod : situé au bord du Rhône en direction de Culoz, accueille actuellement plusieurs entreprises dans la zone industrielle sud de la ville, accueillera la future plaine de jeux ;
- Châtillon : ancien chef-lieu de la commune de Châtillon-en-Michaille rattachée à Valserhône en 2019 avec son écart Ardon ;
- Vouvray et son écart Ochiaz, anciennes communes indépendantes rattachées à Châtillon-en-Michaille en 1973 ;
- Lancrans, ancienne commune rattachée à Valserhône en 2019, et son écart Ballon.

### Logement
En 2020, le nombre total de logements dans la commune était de 8 498, alors qu'il était de 7 766 en 2014 et de 7 647 en 2009.
Parmi ces logements, 84,2 % étaient des résidences principales, 2,9 % des résidences secondaires et 13 % des logements vacants. Ces logements étaient pour 36,9 % d'entre eux des maisons individuelles et pour 62,7 % des appartements.
Le tableau ci-dessous présente la typologie des logements à Valserhône en 2020 en comparaison avec celle de l'Ain et de la France entière. Une caractéristique marquante du parc de logements est ainsi une proportion de résidences secondaires et logements occasionnels (2,9 %) inférieure à celle du département (5,5 %) et à celle de la France entière (9,7 %). Concernant le statut d'occupation des résidences principales, 47,5 % des habitants de la commune sont propriétaires de leur logement (48,8 % en 2014), contre 62,4 % pour l'Ain et 57,5 pour la France entière.
| Typologie                                               | Valserhône | Ain  | France entière |
| ------------------------------------------------------- | ---------- | ---- | -------------- |
| Résidences principales (en %)                           | 84,2       | 86,3 | 82,1           |
| Résidences secondaires et logements occasionnels (en %) | 2,9        | 5,5  | 9,7            |
| Logements vacants (en %)                                | 13         | 8,2  | 8,2            |

### Projets d'aménagements
Un réseau de distribution de gaz naturel a été construit à Bellegarde par Gaz de France en 2002. Il est alimenté par une conduite de gaz sous haute pression qui passe par Nantua, le Catray et Ochiaz, pour traverser ensuite le Rhône à Bellegarde et se diriger vers la vallée de l'Arve et jusqu'à Chamonix. À Ochiaz, le gaz est détendu pour être livré localement sous basse pression. En 2012, le réseau local se développe sur 27 kilomètres linéaires environ. Un projet d'injection de biogaz est en cours d'étude (en 2022).
La ville s'est lancée dans plusieurs projets depuis 2014, dont la création d'un centre de santé polyvalent inauguré au printemps 2016 et géré par le Centre hospitalier Annecy Genevois, mais aussi la requalification de la friche industrielle Pechiney d'Arlod avec la démolition des anciens bâtiments et le réaménagement de la zone pour en faire un quartier destiné au sport avec la construction d'un parking de plus de 300 places, l'aménagement de trois stades dont un terrain d'honneur et deux terrains d'entrainement dont un avec une piste d'athlétisme de six couloirs, des tribunes de 700 places pour le terrain d'honneur et 500 aux abords de la piste d'athlétisme. Un pôle raquette est à l'étude (tennis, badminton et tennis de table) avec quatre terrains couverts, un club-house et un parking. Ce projet a été dénoncé, via des articles de presse locale, en raison de son coût important (supérieur à 24M€, chiffre 2022), aux finances publiques locales peu fiables voir non sincères (voir rapport de la Cour Régionale des Comptes de Janvier 2022). Le mode de financement semble en particulier poser problème selon cet organisme.
Un espace nature, sur un ancien site industriel pollué, serait également aménagé aux bords du Rhône, ainsi qu'une ferme photovoltaïque.
Une clinique psychiatrique a ouvert ses portes dans la zone d'activité de Vouvray à 800 mètres de la sortie d'autoroute A40 no 10, le Centre de santé polyvalent implanté avenue Saint-Exupéry à Bellegarde devrait dans un futur proche s'installer à proximité de la clinique. C'est également dans cette zone que pourrait se construire le village de marques " Village des Alpes " avec un projet de 90 boutiques de vêtements. A noter qu'au 24/03/2022, seuls 40 projets de commerce seraient envisagés. Ce projet est soutenu par l'équipe municipale depuis le début des années 2000. 20 ans auront été nécessaires pour lancer les travaux, au premier semestre 2022, quelques jours avant la fin de validité du permis de construire.

### Voies de communication et transports

#### Voies routières
Valserhône est desservie par l'autoroute comme par les routes nationales :
En premier lieu, l'autoroute 40 est située à 3,5 km du centre-ville au niveau de l'échangeur no 10 Bellegarde à proximité du village de Vouvray-Ochiaz. Par autoroute, Valserhône est située à 38 km de Genève, 77 km de Bourg-en-Bresse, 111 km de Lyon et 502 km de Paris.
Les routes départementales RD 1084 (ex-RN 84) sont en direction de Lyon et Nantua tandis que la RD 1206 (ex-RN 206) débute dans la commune pour partir en direction de Saint-Julien-en-Genevois, du Pays de Gex et de la Suisse. La RD 1508 (ex-RN 508) part en direction d'Annecy et Frangy, la RD 991 relie le village de Vouvray-Ochiaz au centre du village de Châtillon.

#### Transport ferroviaire

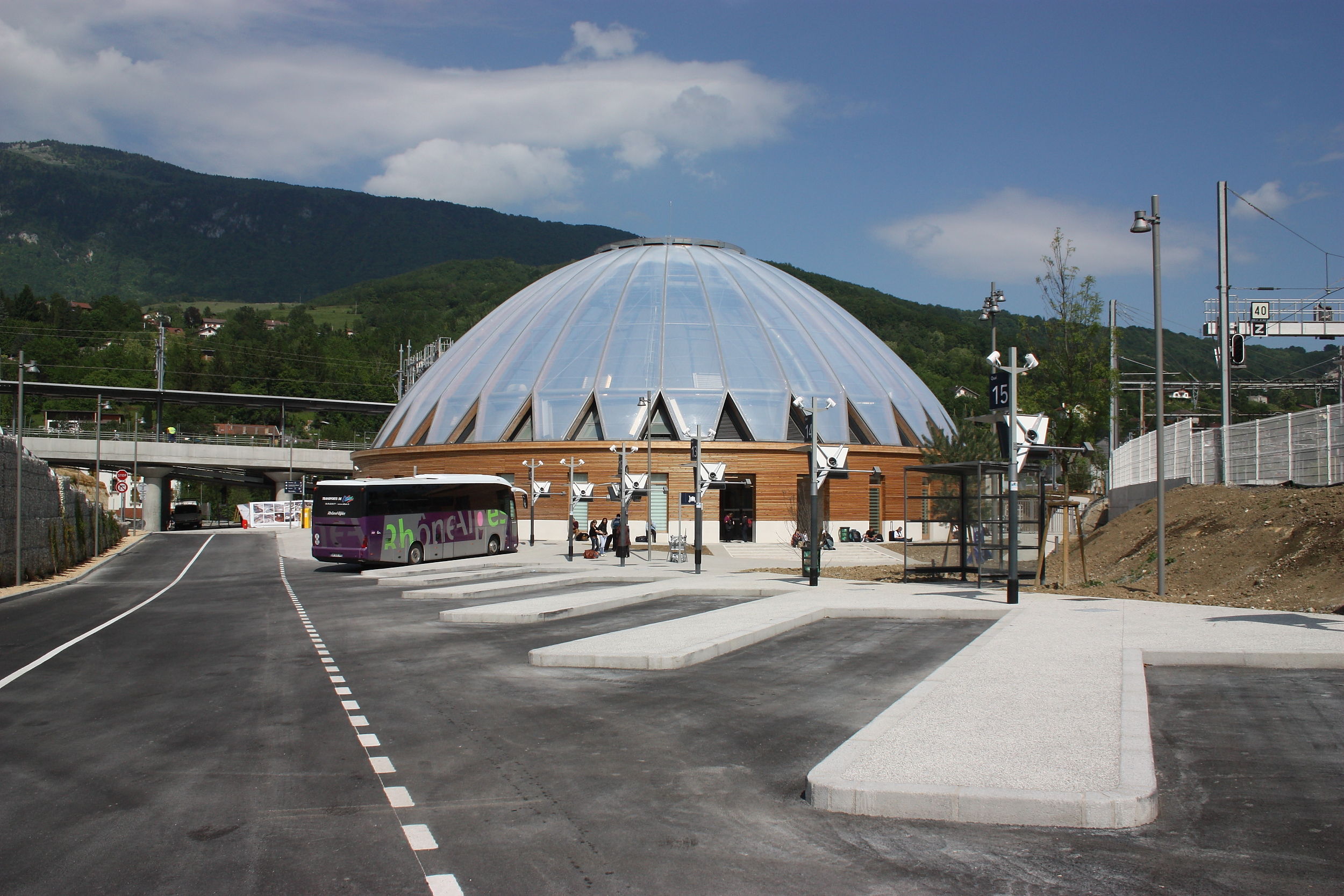
Gare de Bellegarde.

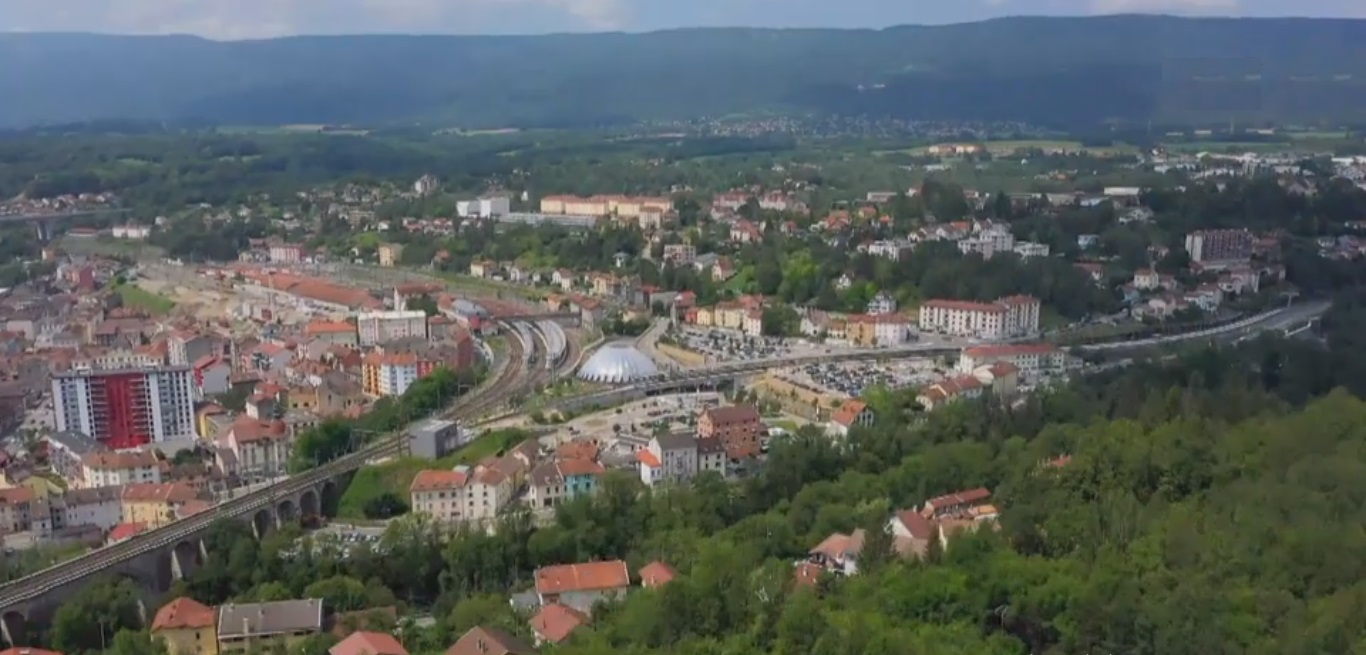
Vue générale.

La commune dispose d'une gare SNCF accueillant de nombreuses lignes venues de Suisse et surtout de France :
- Les lignes TGV Lyria : Paris-Gare-de-Lyon à Genève-Cornavin ; Marseille-Saint-Charles ou Nice-Ville à Genève-Cornavin ; Montpellier-Saint-Roch à Genève-Cornavin,
- Les lignes TGV : Paris-Gare-de-Lyon à Évian-les-Bains le vendredi soir et week-end et Paris-Gare-de-Lyon à Évian-les-Bains / Saint-Gervais-les-Bains-Le Fayet (TGV des neiges) en période hivernale.
- Les lignes TER Auvergne-Rhône-Alpes : Lyon-Part-Dieu ou Lyon-Perrache à Genève-Cornavin / Évian-les-Bains / Saint-Gervais-les-Bains-Le Fayet ; Genève-Cornavin à Aix-les-Bains-Le Revard / Chambéry - Challes-les-Eaux / Grenoble / Valence-Ville ;
- La ligne L6 du RER transfrontalier Léman Express : Bellegarde à Genève-Cornavin ;
- Les lignes de car TER : Bellegarde-sur-Valserine à Bourg-en-Bresse ; Bellegarde-sur-Valserine à Divonne-les-Bains ; Bellegarde-sur-Valserine à Ferney-Voltaire ou Sauverny et Bellegarde à Évian-les-Bains.

#### Transports en commun

##### Lignes interurbaines
Bellegarde-sur-Valserine est desservie par 4 lignes régulières du réseau Cars Région Ain : ligne no 133 (Bellegarde <> Seyssel), no 136 (Bellegarde <> Challex), no 153 (Bellegarde <> Mijoux) et no 160 (Bellegarde <> Bourg-en-Bresse).
Du fait de sa proximité avec le département de la Haute-Savoie, Bellegarde-sur-Valserine est aussi desservie par le réseau Cars Région Haute-Savoie. La ligne no 22 relie Bellegarde-sur-Valserine à Annecy via Frangy et le Grand Épagny.

##### Transports urbain
Valserhône dispose de son propre réseau de transports urbains, Mobi'Vals, géré par la Régie départementale des transports de l'Ain.
Ce réseau est étendu depuis le 7 janvier 2019 à l'ensemble de la commune nouvelle, sans toutefois changer de nom, et est désormais composé de deux lignes régulières, quatre lignes de transport à la demande, trois lignes scolaires et d'un service de transport de personnes à mobilité réduite. Le 29 avril 2019, ce réseau abandonne son nom historique de Transports urbains de Bellegarde-sur-Valserine au profit de Mobi'Vals.

#### Transport aérien
L'aéroport international de Genève-Cointrin est à 37 km de Valserhône par la RD 1206. L'aéroport international de Lyon-Saint-Exupéry est à 106 km de Valserhône par l'A40.
Valserhône dispose d'un aérodrome dépourvu d'activité commerciale, l'aérodrome de Bellegarde - Vouvray. Situé au nord de l'agglomération de Bellegarde, il est doté d'une piste goudronnée de 670 m de long ainsi qu'une piste en herbe de 350 m réservée aux ULM. Cet aérodrome, géré par l'aéroclub de Bellegarde-Vouvray, appartient à la commune de Valserhône.

## Toponymie
Le nom de la commune est un mot-valise entre les deux cours d'eau liés à la commune : la Valserine et le Rhône.

## Histoire
Valserhône est une commune nouvelle née le 1er janvier 2019 de la fusion de trois communes : Bellegarde-sur-Valserine, Châtillon-en-Michaille et Lancrans. Cette fusion avait été actée par arrêté préfectoral le 22 octobre 2018.

## Politique et administration

### Conseil municipal
Jusqu'aux élections municipales de 2020, le conseil municipal de la nouvelle commune a été constitué de tous les conseillers municipaux issus des conseils des anciennes communes. Le maire de chacune d'entre elles devenant maire délégué.
Depuis 2020, Régis Petit est maire de Valserhône, sur les 35 conseillers municipaux élus, seuls certains sont issus des conseils des anciennes communes, mais chacune d'entre elles conserve un maire délégué.

| Nom                              | Code Insee | Intercommunalité    | Superficie (km2) | Population (dernière pop. légale) | Densité (hab./km2) |
| -------------------------------- | ---------- | ------------------- | ---------------- | --------------------------------- | ------------------ |
| Bellegarde-sur-Valserine (siège) | 01033      | CC Terre Valserhône | 15,25            | 11 450 (2018)                     | 751                |
| Châtillon-en-Michaille           | 01091      | CC Terre Valserhône | 37,62            | 3 923 (2018)                      | 104                |
| Lancrans                         | 01205      | CC Terre Valserhône | 9,66             | 1 058 (2018)                      | 110                |

### Liste des maires
| Période        | Période  | Identité    | Étiquette | Qualité                                                                                    |
| -------------- | -------- | ----------- | --------- | ------------------------------------------------------------------------------------------ |
| 6 janvier 2019 | En cours | Régis Petit | SE-DVD    | Professeur de sport au lycée Saint-Exupéry Maire de Bellegarde-sur-Valserine (2002 → 2018) |

### Intercommunalité
La commune fait partie de la communauté de communes Terre Valserhône dont le siège s'est déplacé dans la zone d'activité intercommunale des Étournelles.

### Instances judiciaires et administratives
En dehors des permanences du conciliateur de justice pour le canton de Bellegarde-sur-Valserine, qui se tiennent en mairie de Valserhône (Bellegarde-Centre) suivant des dates annoncées dans la presse locale, aucune instance judiciaire ne se déroule à Valserhône. Autrement, Valserhône est dans le ressort du Tribunal d'instance de Nantua, du Tribunal de commerce de Bourg-en-Bresse, du Conseil des prud'hommes d'Oyonnax, du Tribunal de grande instance de Bourg-en-Bresse et du Tribunal administratif de Lyon, pour les affaires relevant respectivement de ces différents types de juridictions.

### Politique environnementale
- Pollutions du sol et du sous-sol

La commune abrite des friches industrielles à risque, dont en bordure du Rhône, le site Pechiney Électrométallurgie (PEM) fermé en 2003, avec deux décharges de résidus de filtres à fumées, poussières de chaux, laitiers, réfractaires, chrome, manganèse, molybdène, hydrocarbures, PCB. Des travaux de réhabilitation (délimitation et couverture des zones polluées) ont été faits, mais le site devra toujours faire l'objet d'une surveillance, ainsi que la nappe phréatique.
- Aménagements cyclables

Comme en témoignent les habitants, et en lien avec l'étude de la FUB (Fédération française des usagers de bicyclette), les aménagements routiers sont considérés "très défavorables" à la pratique cycliste, qu'il s'agisse de déplacements pour les loisirs ou dans le cadre des déplacements domicile/travail, en lien éventuel avec une navette train.
La topographie de la commune n'est pas propice à une pratique familiale (importants dénivelés pour les accès au centre urbain), les aménagements n'ont pas été adaptés, malgré le développement de la pratique du VAE. Des axes importants (RD 1028, 8 000 véhicules/jour) ne proposent pas d'aménagement cycliste, ni d'itinéraire parallèle adapté. En avril 2022, seule une piste en zone rurale reliant deux hameaux et un village de la commune regroupée, ainsi qu'un tronçon en centre-ville de 100 mètres, sans accès matérialisé, existent).

### Jumelages
| Bretten Saint-Christophe Valserhône |

Au 27 avril, la commune déléguée de Bellegarde-sur-Valserine est jumelée avec
- Bretten (Allemagne) depuis 2001
- Saint-Christophe (Italie) depuis 2000

## Équipements et services publics

### Enseignement

#### Écoles primaires publiques

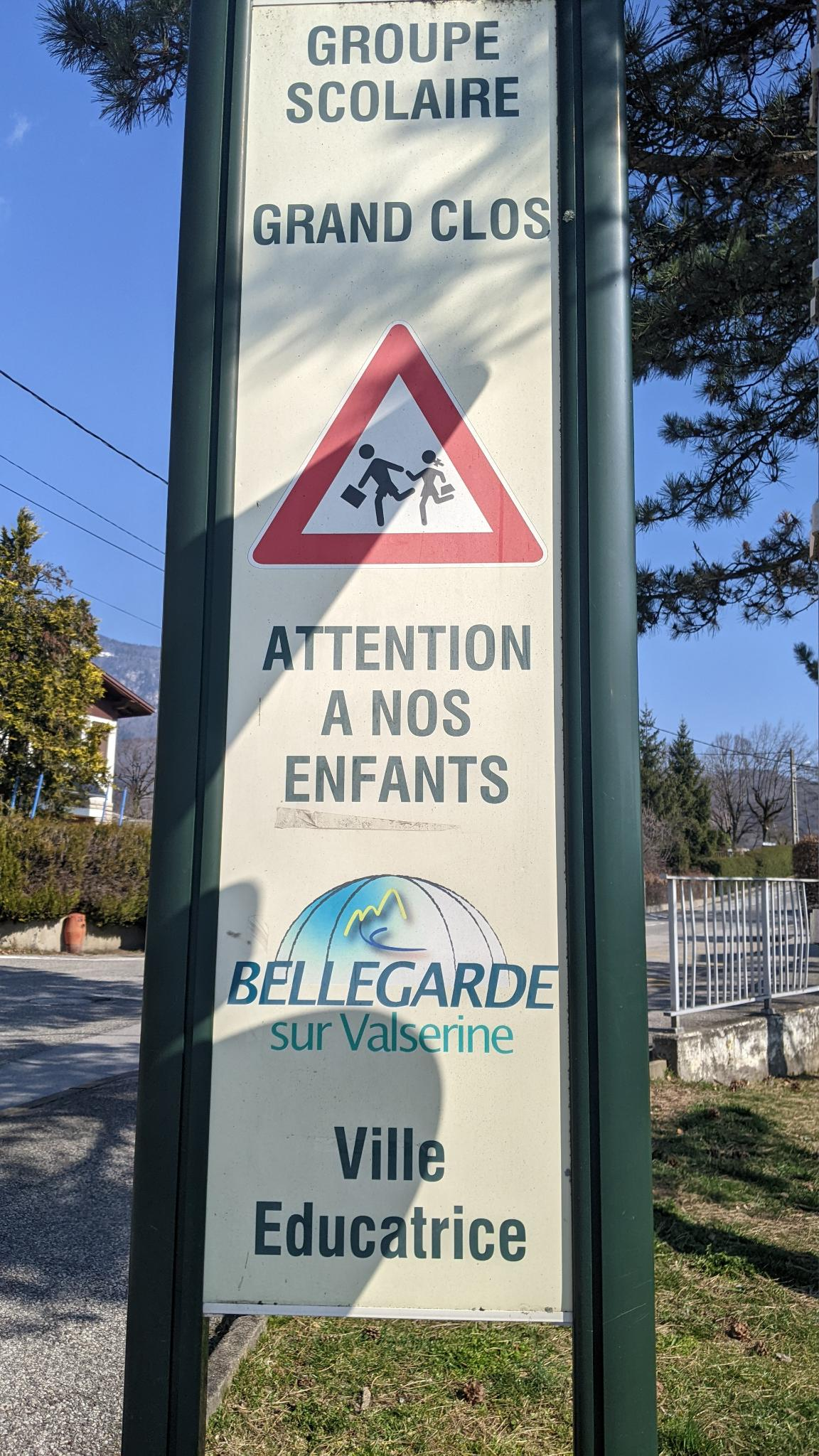
La ville de Bellegarde-sur-Valserine a mis en valeur les sites des écoles.

La commune de Valserhône possède, en janvier 2022, 9 groupes scolaires, regroupant école maternelle Cycle 1 (ou pré-élémentaire) et école élémentaire (Cycle 2 et 3 ou élémentaire). La désignation usuelle est "école primaire".
Le budget annuel de fonctionnement de 230.000 € et le budget d'investissement (2020) est de 520 000 € pour les 9 groupes scolaires (1919 élèves en 2020). Ces chiffres sont inférieurs à la moyenne nationale de 970 €/élève pour les frais de fonctionnement (119 € à Valserhône) et de 481 €/élève (269 € à Valserhône).
En 2014, la commune de Bellegarde-sur-Valserine décide de ne plus adhérer au réseau RFVE (Réseau Française des Villes Educatrice, www.rfve.fr)[réf. nécessaire].
Liste des établissements
(Les effectifs sont ceux de la rentrée scolaire 2021-2022)
- École du Bois-des-Pesses, édifice datant de 1983. 181 élèves pour 9 classes.
- Groupe scolaire Marius-Pinard : située en centre-ville, le bâtiment central de l'école élémentaire a été érigé en 1878 (ancienne mairie-école) puis entouré d'autres bâtiments pour faire face à l'augmentation des besoins. Une extension de 1934 par l'architecte Lavergne accueille l'école maternelle. D'autres extensions et rehausses des bâtiments sont réalisés ultérieurement. Il est à noter que depuis 1987 (premiers projets de déménagement du collège Louis-Dumont), les améliorations consistent pour l'essentiel à des aménagements mineurs de mise aux normes réglementaires (interphone, grillage, installation de double-vitrage partielle, ...).

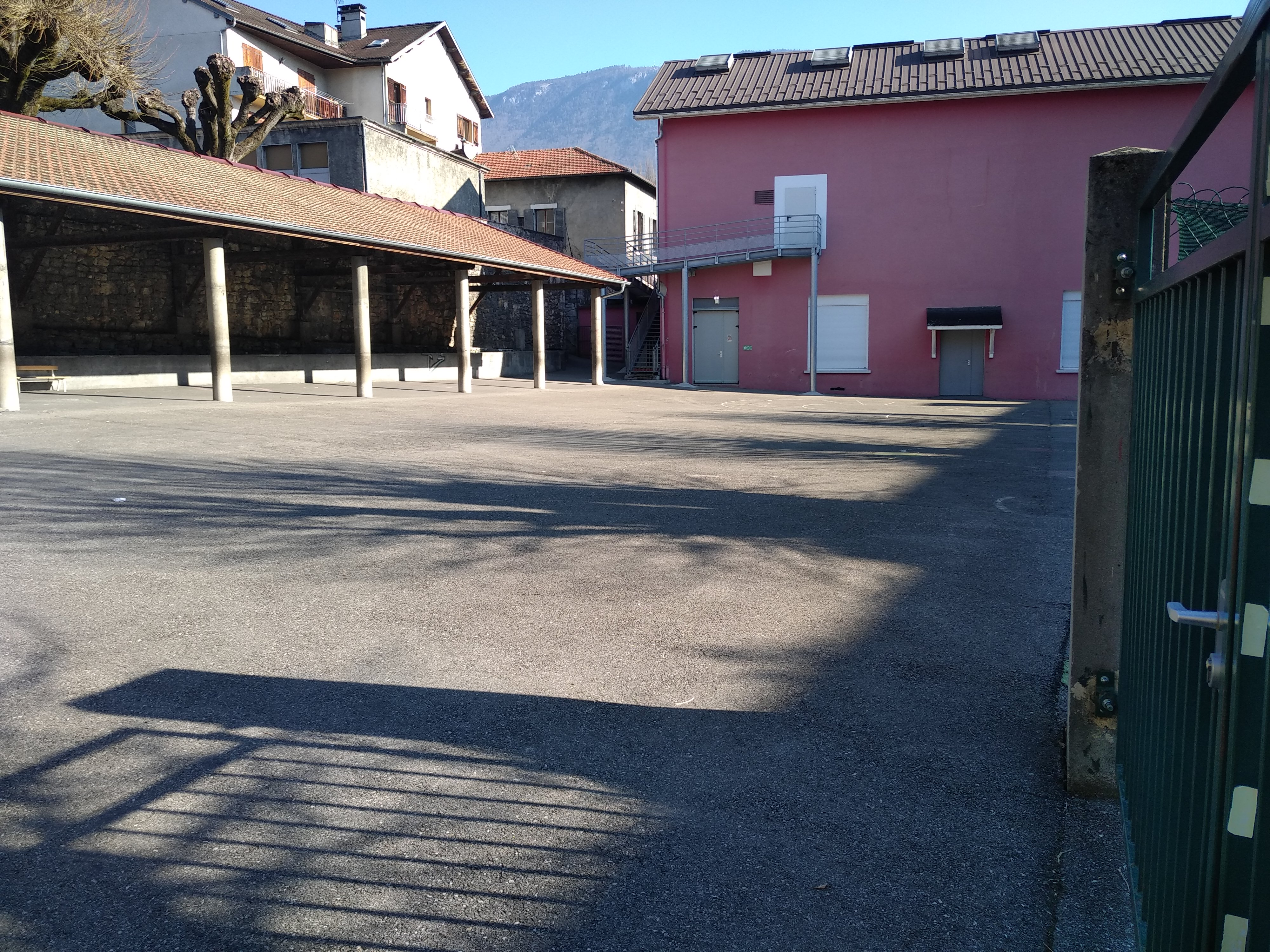
Cour de l'école maternelle et du périscolaire, groupe scolaire Marius-Pinard, Valserhone.

L'inspection de circonscription est domiciliée dans l'établissement, dans le bâtiment central, au même titre que la direction de l'établissement.

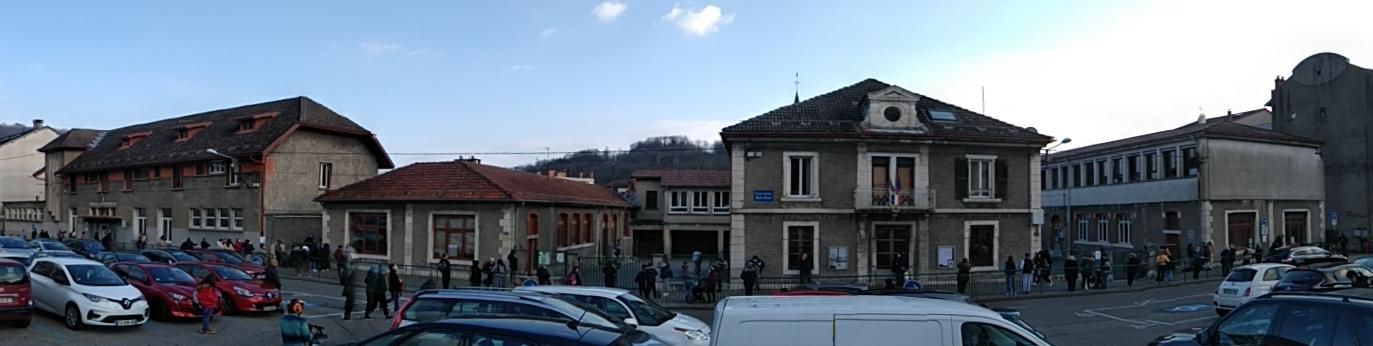
Vue depuis la place Carnot du groupe scolaire Marius-Pinard, siège de l'Inspection académique de circonscription.

- École René-Rendu à Coupy. Bâtiment du XIXe siècle. 105 élèves pour 4 classes.
- École du Grand-Clos, datant de la reconstruction. 185 élèves pour 8 classes.
- École d'Arlod. Ancienne mairie de la commune d'Arlod (fusionnée à Bellegarde en 1971). Un projet d'école primaire (avec restaurant scolaire) avait été proposé à la communauté en 2018. Projet repoussé. 246 élèves pour 10 classes.

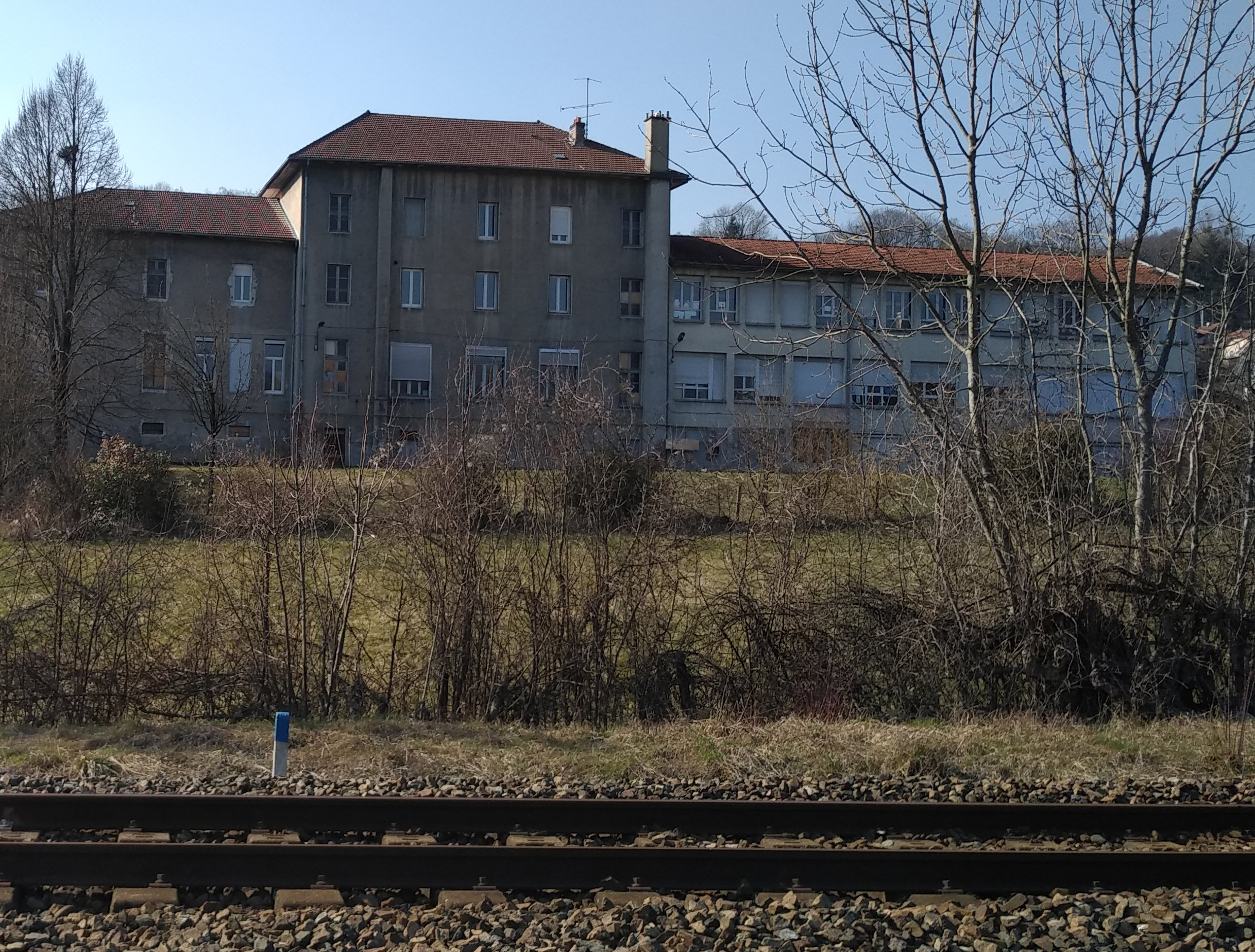
École primaire d'Arlod.

- École des Montagniers à Bellegarde, école antérieure à 1970. 227 élèves pour 10 classes.
- Groupe scolaire de Vouvray à Châtillon, école créée en 2005, puis agrandie en 2022. 255 élèves pour 9 classes. Une dixième classe a ouvert à la rentrée 2022.

L'extension, réalisée en 2021-2022, a coûté 750 000 € HT pour 295 m². Celle-ci compte trois espaces pédagogiques, des vestiaires, des blocs sanitaires et des locaux techniques.
- École Pierre-Longue à Lancrans. Bâtiment de 2009. 121 élèves pour 5 classes.
- École Châtillon-Centre. Elle a été inaugurée en 2013. 227 élèves pour 9 classes.

#### Collèges
- Collège Louis-Dumont

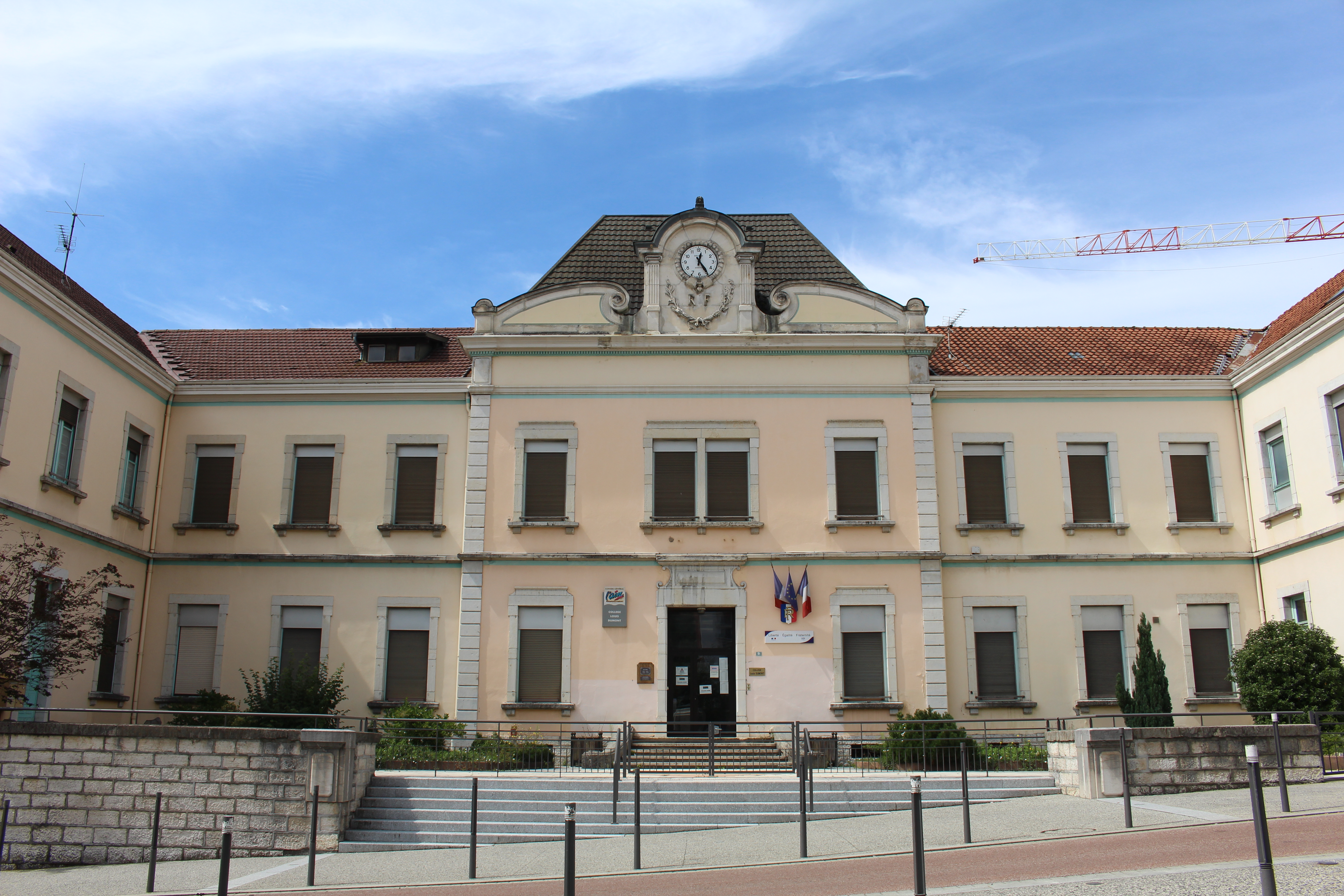
Ancien collège Louis-Dumont.

- Collège Antoine-de-Saint-Exupéry, à Bellegarde.

#### Lycées
- Lycée Saint-Exupéry (général, technologique et professionnel), Formation BTS intégrée et en alternance ; voie professionnelle : industriel, tertiaire et hôtellerie.

### Santé
La profession médicale est présente à Valserhône, où des médecins généralistes ainsi que des médecins spécialistes sont installés. Un cabinet de radiologie et un laboratoire d'analyses médicales complètent cette offre médicale locale.
La commune compte également plusieurs pharmacies, des cabinets de masseurs-kinésithérapeutes et d'infirmières.
Une clinique psychiatrique a ouvert ses portes en 2018 dans la zone d'activités de Vouvray, à proximité de la sortie d'autoroute.
Les services hospitaliers les plus proches sont à Saint-Julien-en-Genevois, Annemasse, Annecy et Oyonnax.

### Justice, sécurité, secours et défense

#### Sécurité
La commune de Valserhône est située en zone Gendarmerie, la brigade territoriale compétente est située sur les Hauts de Bellegarde sur la commune déléguée de Châtillon-en-Michaille, une BMo (brigade motorisée) est également implantée au sein de cette caserne de gendarmerie. Une autre caserne de gendarmerie située dans le quartier de Beauséjour à Bellegarde abrite un peloton de surveillance et d'intervention de la gendarmerie nationale (PSIG).
Un service de police municipale est aussi présent avec son poste de police situé au centre-ville de Valserhône. La police municipale de Valserhône est issue de la fusion des services de Bellegarde-sur-Valserine et Châtillon-en-Michaille. Le nouveau service est maintenant compétent sur l'ensemble de la commune de Valserhône, à savoir les trois communes déléguées qui la compose (Bellegarde-sur-Valserine, Châtillon-en-Michaille et Lancrans) avec en projet de devenir une police municipale intercommunale. Les policiers municipaux valserhônois sont désormais équipés d'armes à feu type pistolets semi-automatiques, de pistolets à impulsion électrique (Taser), bâtons télescopiques de défense ou tonfas, bombes lacrymogène de défense, de menottes et gilets pare-balles. Avant la fusion, seulement la police municipale de Châtillon était équipée d'armes à feu.
Le centre-ville est placé sous vidéo-protection et d'autres quartiers de la ville devraient voir l'arrivée de ce système.
Un centre d'incendie et de secours est implanté sur les Hauts de Bellegarde juste à côté de la brigade de gendarmerie. Le CIS de Bellegarde-sur-Valserine est rattaché au service d d'Incendie et de secours de l'Ain, il est composé de sapeurs-pompiers volontaires et professionnels et abrite également le siège de commandement du groupement Monts-Jura (Est) des sapeurs-pompiers de l'Ain. La caserne de Bellegarde est l'une des casernes les plus actives du département de l'Ain.
La caserne des pompiers de Châtillon-en-Michaille a fermé ses portes en 2016 par manque d'effectif ainsi que celle de Lancrans en 2018 pour les mêmes raisons.

## Population et société

### Démographie
Ses habitants sont appelés les Valserhônois et Valserhônoises.

#### Évolution démographique
L'évolution du nombre d'habitants est connue à travers les recensements de la population effectués dans la commune depuis sa création.

En 2022, la commune comptait 16 162 habitants, en évolution de −0,86 % par rapport à 2016 (Ain : +5,15 %, France hors Mayotte : +2,11 %).
| 2016   | 2021   | 2022   |
| ------ | ------ | ------ |
| 16 302 | 16 295 | 16 162 |

#### Pyramide des âges
En 2021, le taux de personnes d'un âge inférieur à 30 ans s'élève à 37,2 %, soit au-dessus de la moyenne départementale (35,3 %). À l'inverse, le taux de personnes d'âge supérieur à 60 ans est de 22,1 % la même année, alors qu'il est de 24,3 % au niveau départemental.
En 2021, la commune comptait 8 089 hommes pour 8 206 femmes, soit un taux de 50,36 % de femmes, légèrement inférieur au taux départemental (50,65 %).
Les pyramides des âges de la commune et du département s'établissent comme suit :
| Hommes | Classe d’âge | Femmes |
| ------ | ------------ | ------ |
| 0,6    | 90 ou +      | 1,4    |
| 5,7    | 75-89 ans    | 8,0    |
| 14,2   | 60-74 ans    | 14,2   |
| 20,1   | 45-59 ans    | 20,1   |
| 20,8   | 30-44 ans    | 20,5   |
| 17,4   | 15-29 ans    | 16,9   |
| 21,2   | 0-14 ans     | 18,8   |

| Hommes | Classe d’âge | Femmes |
| ------ | ------------ | ------ |
| 0,6    | 90 ou +      | 1,6    |
| 6,3    | 75-89 ans    | 8,1    |
| 15,5   | 60-74 ans    | 16,2   |
| 21     | 45-59 ans    | 20,4   |
| 19,8   | 30-44 ans    | 19,8   |
| 16,4   | 15-29 ans    | 15     |
| 20,4   | 0-14 ans     | 18,9   |

#### Immigration
En 2020, la commune de Valserhône comptait 3 392 immigrés sur un total de 16 434 habitants, soit 20,64 % de sa population et elle comptait 2 530 étrangers, soit 15,4 % de sa population.

### Manifestations culturelles et festivités
Depuis 2001, anniversaire du rattachement des Pays de l'Ain à la France (traité de Lyon en 1601) se déroule autour du château la fête du Château de Musinens organisée par l'association Renaissance du Château de Musinens, avec chaque année plusieurs milliers de spectateurs.
Depuis 1976, un tournoi international cadets de basket-ball est organisé. Celui-ci dure un week-end. La France a gagné l'édition 2011 (devant la Turquie, la Grèce et la République tchèque). En 1997, la France avait remporté le tournoi avec Tony Parker, alors âgé de 15 ans.
Chaque année depuis 1995 se tient à Bellegarde-sur-Valserine, en novembre, un festival de la bande dessinée qui a acquis une certaine renommée. L'humoriste Laurent Gerra, le caricaturiste Jean-Claude Morchoisne ou encore le dessinateur de Lucky Luke Michel Janvier ont été les invités d'honneur. Sont ainsi venus Achdé, Pierre Aucaigne, André Benn, Stefano Casini, Philippe Castaza, Philippe Chanoinat, Laurent Gerra, Romain Hugault, Michel Jans, Jérôme Jouvray, Olivier Jouvray, Lacaf, Frédéric Marniquet, Jean-Claude Mézières, Jean-Yves Mitton, Nelly Moriquand, Michel Rodrigue, Gradimir Smudja, Ciro Tota, Albert Weinberg, Widenlocher, Zerriouh, Philippe Druillet.
La plus ancienne association culturelle de Bellegarde-sur-Valserine est l'Ensemble Harmonique de Bellegarde, orchestre d'harmonie créé en 1863, composé d'une cinquantaine de musiciens amateurs dirigés par Christophe Héritier. L'EHB est chargé des prestations officielles (cérémonies et inaugurations) et effectue plusieurs concerts par an au théâtre Jeanne-d'Arc. L'EHB a fêté ses 150 ans en 2013 avec l'organisation du festival des musiques du Pays de Gex.
L'Office municipal culturel bellegardien (l'OMCB) est animé par une douzaine de bénévoles aidés par quatre professionnels mis à disposition par la municipalité. Sa première raison d’être est la volonté d’aider au développement d’une vie culturelle riche, dynamique et autonome dans une petite ville de 12 000 habitants. C'est une association qui fédère les associations culturelles de Bellegarde pour planifier leurs activités.
Depuis 1984, l'OMCB s’est vu confier la mission d’organiser, d’harmoniser et de gérer la programmation culturelle de Bellegarde sous forme de saisons cohérentes mêlant les productions locales et la diffusion de spectacles professionnel notamment au Théâtre Jeanne-d'Arc. Un tremplin de chansons originales françaises est organisé tous les ans.
Le 11 juillet 2012, la ville a accueilli pour la première fois de son histoire le Tour de France cycliste, lors de l'étape no 10, qui partait de Mâcon. L'arrivée à Bellegarde a été marquée par une flamboyante victoire de Thomas Voeckler.
Une Bourse aux Vélos est tenue en avril par le Sou des Écoles de Vouvray-Ochiaz. On y vend et achète des vélos et rollers d'occasion.
Chaque année en mai est organisé le Comice agricole de Vouvray par l'association La Renaissance.
Le foyer des associations de la commune est l'ancienne école de Vouvray, à l'entrée du village. Il remplace le foyer Mille-Clubs, détruit en 2006 pour construire le groupe scolaire de Vouvray-Ochiaz.
Depuis 2012-2013, la ville de Bellegarde a créé les Esti'Vals, une vingtaine d'animations tout au long de l'été chaque année avec aux programmes des concerts gratuits pendant la Fête de l'été et la Fête de la musique, le bal des Sapeurs-Pompiers, la journée associative et diverses animations dans les quartiers de la ville comme des cinémas en plein-air.
De nombreuses animations ont également lieu en hiver dans le centre-ville de Bellegarde.

### Sports
De nombreuses association et clubs sportifs sont présents sur la commune.
- Basket-ball : l'équipe de basket-ball des Enfants de la Valserine de Bellegarde (EVB) participa aux sept premières saisons du championnat de France de basket-ball jusqu'en 1956 puis le club descendit en Excellence.
- Rugby à XV : club phare de la ville, le club de rugby de l'US Bellegarde-Coupy évolue en Fédérale 2. Avec un budget modeste, ce club s'appuie sur la formation des jeunes qui est l'une des meilleures du département actuellement.
- Football : trois clubs sont présents sur la commune : le FC Vanchy-Léaz qui joue au stade de Vanchy, le Concordia FC, club historique de Bellegarde fondé en 1921 et basé à Arlod au stade Roger-Petit et le FC Valserine qui joue au stade des Etournelles sur la commune déléguée de Châtillon issus de la fusion des clubs du FC Châtillon et AS Bassin Bellegardien.
- Gymnastique : plusieurs clubs de gymnastique sont présents sur la commune notamment celui de l'EVB Gym et Les Mouettes de Bellegarde
- Natation : C.N.B.V Cercle des Nageurs de Bellegarde sur Valserine
- Cyclisme : Vélo Club de Bellegarde
- Athlétisme : Club Athlétique du Bassin Bellegardien (CABB) qui compte parmi ses adhérents des sportifs ayant participé à de grandes compétitions.
- Tennis : Tennis Club du Bassin Bellegardien - Tennis de Table du Bassin Bellegardien

De nombreuses autres associations sont présentes pour les sports de combat (boxe, aikido, judo, self défense), ski club, handball, danses, etc.

### Médias

#### Radios locales
- Sorgia FM (91.0 FM) : radio associative de Bellegarde-sur-Valserine[35]. Elle émet aussi à Éloise sur 102.5 FM.
- La Radio Plus (92.5 FM) : radio locale commerciale basée à Annecy-le-Vieux. Elle appartient au groupe Espace.
- Radio Scoop (98.0 FM) : radio commerciale de Saint-Cyr-au-Mont-d'Or, près de Lyon. Elle arrive sur Bellegarde en 2011 et diffuse le programme « Radio Scoop Bourg-en-Bresse » (aussi diffusé à Bourg sur 89.2 FM et à Mâcon sur 88.2 FM).
- RCF Pays de l'Ain (100.9 FM) : radio locale chrétienne.
- ODS Radio (104.6 FM) : radio locale commerciale d'Annecy-le-Vieux. Elle partage ses locaux avec La Radio Plus car elle appartient au groupe Espace.
- FC Radio l'Essentiel (105.7 FM) : radio locale commerciale de Montluel[36]. Elle émet sur la quasi-totalité du département de l'Ain.

#### Presse locale
La presse écrite est présente localement avec deux titres qui ont des journalistes et des correspondants locaux de presse sur place : un hebdomadaire, La Tribune républicaine (du Groupe Le Messager) et l'édition locale d'un quotidien régional, Le Dauphiné libéré, qui publie quotidiennement deux pages d'informations sur le bassin bellegardien. Par ailleurs, l'autre quotidien régional, Le Progrès, qui n'a pas de journaliste sur place, reprend plus ou moins complètement, dans son édition locale, des articles de l'édition locale du Dauphiné libéré, grâce à un accord passé entre ces deux journaux.

#### Télévision
France 3 Rhône-Alpes et France 3 Alpes sont présentes à Bellegarde grâce à 2 sites TDF : le Sorgia d'en Haut et la place Henry-Dunant.

### Cultes
Sont présents sur la commune diverses églises catholiques (en centre ville et à Musinens), un temple protestant (en centre-ville) et une salle du royaume des Témoins de Jéhovah (à Arlod), ainsi qu'une mosquée de langue turque. Une mosquée de langue arabe existe sur le quartier d'Arlod ainsi que dans la zone d'activités des Etournelles.

## Économie

### Généralités
La commune conserve quelques activités industrielles (moules pour l'industrie plastiques). Aérosols Aérocan installée à Pierre-Blanche (Châtillon) et Akwel, producteur de pièces automobiles installé à Champfromier sont aussi des employeurs importants.
De nombreux habitants de la ville et des villages alentour travaillent dans le pays de Gex et la Suisse voisine (cantons de Genève et de Vaud) attirés par les emplois qualifiés et les salaires attrayants. Cette tendance s'est accentuée avec les accords bilatéraux qui simplifient l'accès des ressortissants de l'Union européenne au travail en Suisse, cette dernière ayant de plus rejoint l'Espace Schengen le 12 décembre 2008. Selon l'observatoire statistique transfrontalier le nombre de travailleurs frontaliers résidant dans l'Ain ou la Haute-Savoie et travaillant en Suisse a augmenté d'un tiers en quatre ans. Le rapport de synthèse 2003 de cet observatoire n'hésite pas à parler d'un « vaste territoire [qui] a peut-être commencé à se remodeler ». L'atout majeur est une liaison directe TER avec Genève, liaison qui fait partie du RER genevois. Une des conséquences de cette évolution est l'apparition de tensions sur le marché du logement.
La gare de Bellegarde, reconstruite avec un bâtiment moderne, devait connaître un nouvel essor avec la réouverture fin 2010 de la ligne des Carpates (rénovée et électrifiée) permettant un passage plus rapide des TGV Paris - Genève via Bellegarde. Pôle multimodal, la gare de Bellegarde voit le passage de TER directs à destination de Culoz, Ambérieu-en-Bugey, Lyon, Bourg-en-Bresse, Annemasse, Évian-les-Bains, Saint-Gervais-les-Bains, Aix-les-Bains, Chambéry, Grenoble, Grenoble-Universités-Gières, et Valence. Par correspondance en gares d'Annemasse ou d'Aix-les-Bains, on peut rejoindre aussi la gare d'Annecy.
Le 31 janvier 2022, la Cour régionale des comptes publie un rapport de 97 pages détaillant la situation financière de la commune, dont notamment un endettement important et des risques financiers non contrôlés. Le projet de « plaine de jeux » à Arlod fait partie des questionnements financiers soulevés par cet organisme.

### Revenus de la population et fiscalité
En 2011, le revenu fiscal médian par ménage était de 25 306 €, ce qui plaçait Bellegarde-sur-Valserine au 24 338e rang parmi les 31 886 communes de plus de 49 ménages en métropole.
En 2009, 52,5 % des foyers fiscaux n'étaient pas imposables.

### Emploi
Le taux de chômage de la commune est de 15,8 % en 2018 pour une moyenne national de 10,6 %.
Répartition des emplois par domaine d'activité

### Entreprises de l'agglomération
La société OTICR fabrique des emballages en carton imprimé. Elle réalise par ailleurs de l'impression sur papier sublimable ainsi que de la décoration d'objets en sublimation numérique sur divers supports, comme les skis par exemple.
Agriplas Rhône-Alpes est une filiale du groupe Roullier (groupe créé en Bretagne en 1959 et dirigé par Daniel Roullier) implantée en zone industrielle de Bellegarde. AGRIPLAS s’est installée à Bellegarde en 1999, en rachetant U’PLAST, une société d’Éloise (74) qui faisait du flaconnage. Agriplas Rhône Alpes produit des flacons et bidon en PEHD.
La société des Transports Vuaillat a été créée à Nantua en 1925, par Henri Vuaillat, qui l’a transplantée à Bellegarde après la Seconde Guerre mondiale. Cette société s’est spécialisée depuis 1988 dans le transport international de marchandises entre la France et la Suisse.
Balbinot S.A.S. fait le commerce de machines-outils d’usinage « par enlèvement de copeaux » (sciage, tournage, fraisage, perçage) d'occasion. Achetées dans des ventes aux enchères en France, révisées dans l'usine de Bellegarde, elles sont revendues aux secteurs de la mécanique générale, des moulistes et de la mécanique de précision. 70 % des ventes se font en France, 30 % à l'étranger. Créée par Robert Balbinot sous la forme de SARL, en 1978, la société est devenue par la suite une S.A. puis une S.A.S.
Janin S.A., créée à Lyon par Henri Janin en 1948, s’est installée à Bellegarde en 1962. Devenue le premier fabricant européen de baguettes de musique (percussions), elle a distribué ses instruments sous la marque proORCA jusqu'en 2012, date à laquelle elle a été mise en liquidation judiciaire.

### Commerces
Plusieurs commerces et supermarchés sont situés dans la zone commerciale de Pierre-Blanche, dont le "centre commercial de la Valserine". Le "centre commercial du Crédo", plus petit et ancien, se situe dans le quartier de Musinens.
Des commerces sont également présents au centre-ville de Bellegarde comme la boucherie AMIOT réputée pour sa charcuterie artisanale.
Des commerces de proximité sont présents dans le Village-Centre de Châtillon et Vouvray.

## Culture locale et patrimoine

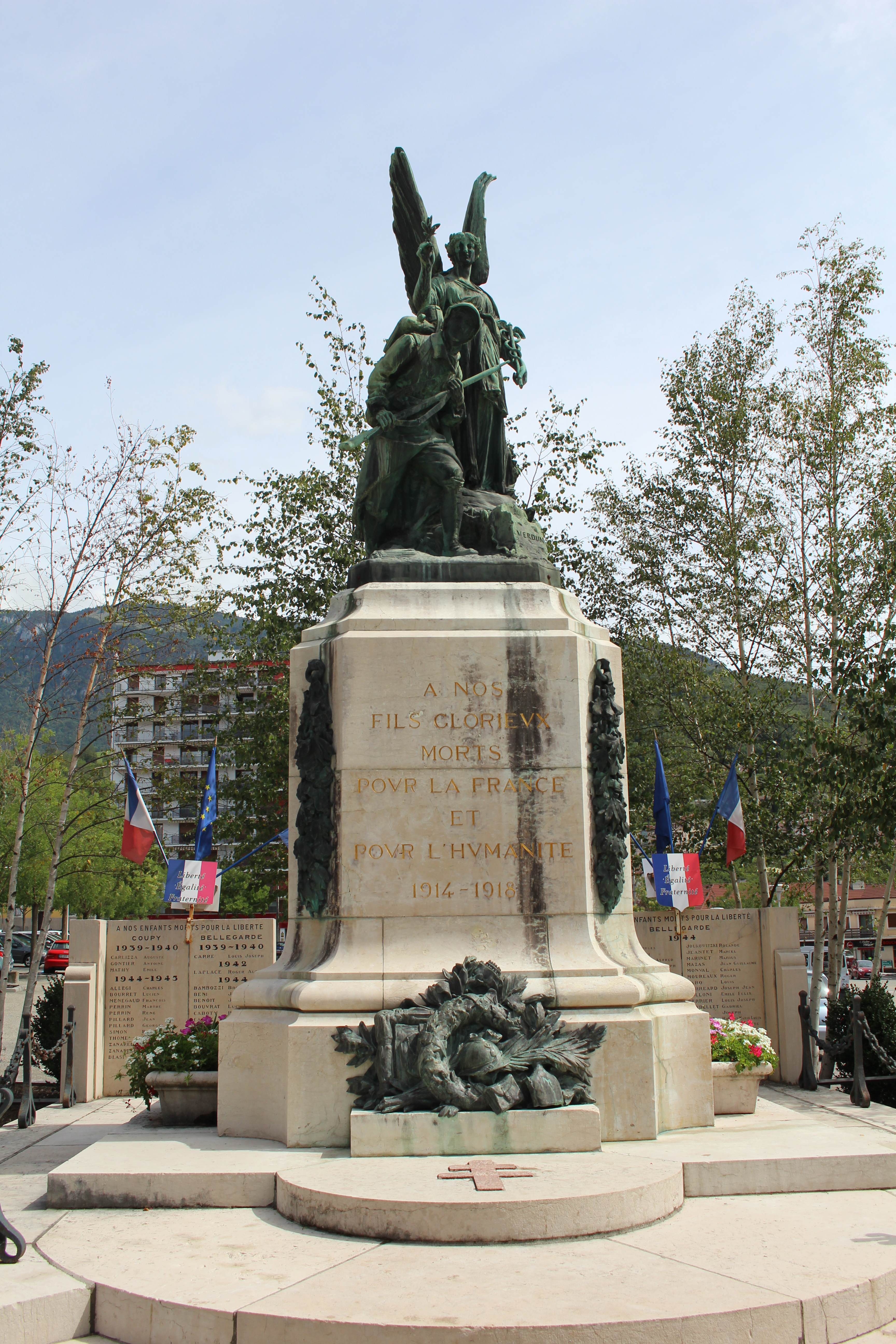
Monument aux morts de Bellegarde-sur-Valserine.

### Lieux et monuments
- Pertes de la Valserine
- Château de Musinens XVIe – XIXe siècle, jardin médiéval reconstitué ouvert au public (gratuit)

Ses fondations datent probablement du temps de Pierre II de Savoie et, à la fin du XIIIe siècle, il relève du mandement de Châtillon-de-Michaille.
- Château de Mussel (XIIe – XIXe siècle), privé ne se visite pas

Peut-être première construction sous Pierre II de Savoie, relève du mandement de Châtillon-de-Michaille à la fin du XIIIe siècle.
- Château d'Arlod (XIIIe siècle)

Le château d'Arlod est un ancien château fort, du XIIIe siècle, centre de la seigneurie d'Arlos, qui se dressait sur le territoire de l'ancienne commune d'Arlod, au sud, dans le cours du Rhône. Ses ruines sont visibles lors du vidange du barrage de Génissiat.
Arlod, véritable tête de pont du fait de sa situation, a fait l'objet aux XIIIe et XIVe siècles, de multiples querelles entre les comtes de Genève, de Savoie et les seigneurs de Gex. Il se situait à environ 330 mètres d'altitude en contrebas du village et de son église dédiée à saint Nicolas. Il protégeait un pont fortifié du Moyen Âge, remplacé ensuite par une passerelle, où était perçu un péage, qui franchissait le fleuve à cet endroit. Le château occupait, avant qu'il ne soit englouti, l'extrémité du plateau, protégé naturellement sur deux de ses côtés par un à pic et qu'un large fossé, côté ouest, creusé de main d'homme isolait du village. Il se dressait alors à 25 mètres au-dessus du passage entre les deux rives du fleuve sur un rocher escarpé que l'on avait dû entaillé pour ménager un chemin sous le roc en surplomb.
- Château de Vanchy : antérieur au XVIe siècle, a appartenu en 1568 à Pierre Perrucard, barbier du duc de Savoie.
- Château des Crêts pour mémoire, quelques amas de pierre visible peut-être d'origine gallo-romaine ou motte féodale.
- Borne kilométrique de 1858 vers le pont de Coupy.
- Borne frontière à trois fleurs de lys et couronne royale de 1695 vers le pont de la Maladière ; Vanchy marquant la frontière entre la France et la Savoie.
- Vestige gallo-romain de Vanchy (pour mémoire) dont les fouilles ont permis de le découvrir dans les années 1960. Situé sous le terrain de football de Vanchy, sa destination est inconnue mais il était soit un sanctuaire des eaux ou soit une auberge-étape.
- Monument aux morts.
- Étang du Nièvre à Châtillon.
- Plateau de Retord
- Ruines du château de Ballon du XIIe siècle, détruit par un éboulement en 1758. Le château relevait des sires de Gex au XIIe siècle.
- Vestiges du château de Confort Château des sires de Thoire-Villars qui relève au début du XIVe siècle des Dauphins de Viennois. En 1337, il est remis par le Dauphin au comte de Savoie ; les Thoire-Villars obtiennent en échange la seigneurie de Châtillon-de-Cornelle.

### Monuments religieux

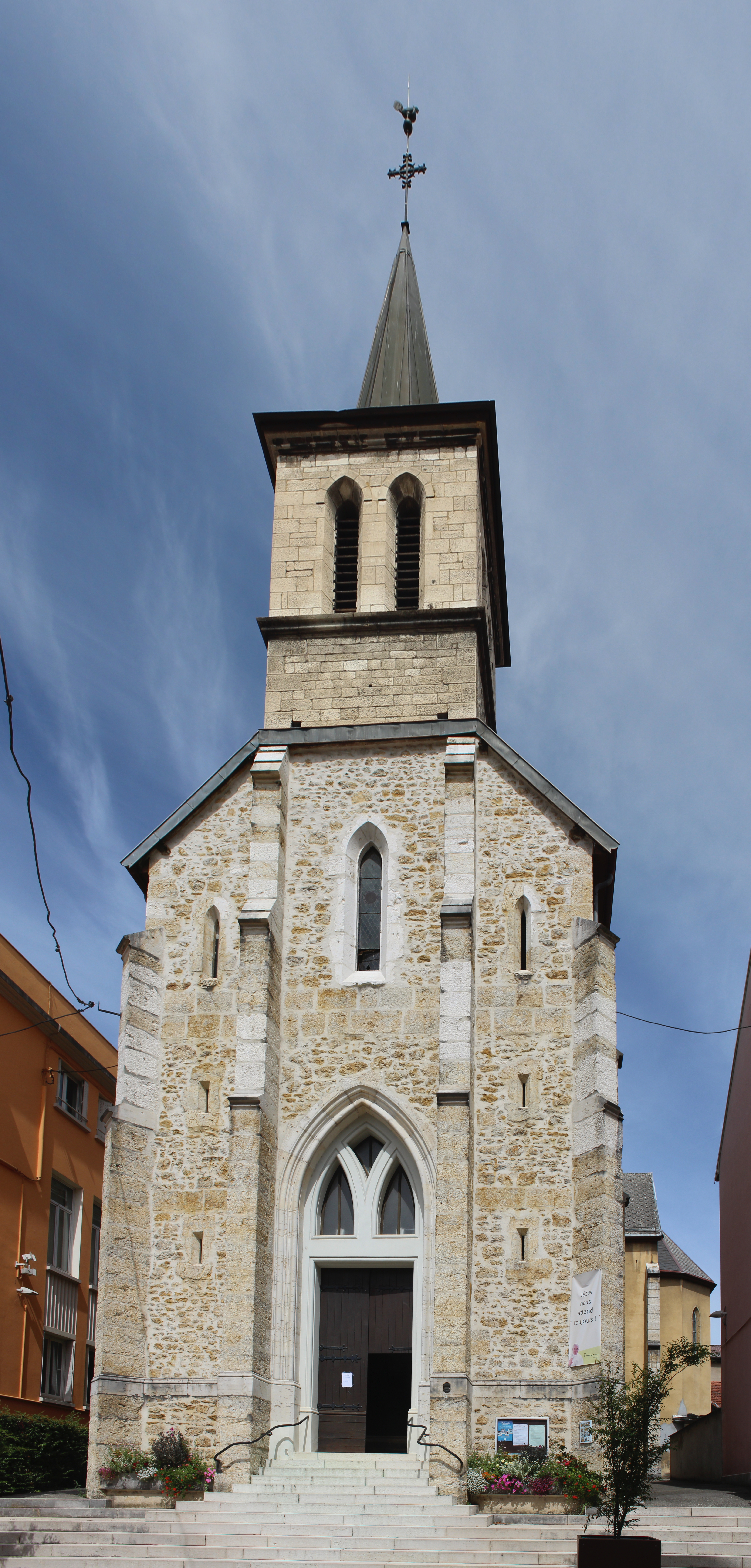
Église Notre-Dame-de-l'Assomption à Bellegarde-sur-Valserine.

La commune possède plusieurs monuments religieux :
- Église Saint-Vincent-de-Paul, rue de Musinens, de Bellegarde-sur-Valserine dépôt de la première pierre en 1964, bénédiction le 27 mars 1966 (architecte : Pierre Jomain)
- Église Notre-Dame-de-l'Assomption, rue de la République (centre-ville), de Bellegarde-sur-Valserine : érigée en 1853 et bénie en 1855.
- Église Saint-Nicolas d'Arlod, place de l'Église-Saint-Nicolas, datant probablement de la fin du XIIe siècle, désignée le 14 février 1536 comme église paroissiale dédiée à saint Nicolas.
- Église Saint-Claude de Vanchy, rue Sully, en 1605, elle était chapelle seigneuriale sous le vocable de Saint-Claude, reconstruite au XVIIe siècle.
- Chapelle Notre-Dame d'Accout, chemin de la Chapelle d'Arlod, datant dans son ensemble du XVe siècle mais probablement plus ancienne, construite à proximité d'un site gallo-romain du « martinet ».
- Église Saint-Amand de Lancrans, la Grande-Rue.
- Chapelle Notre-Dame-des-Grâces de Lancrans, chemin de la Chapelle.
- Chapelle Saint-Michel, allée de la Chapelle-d'Ardon.
- Église Saint-Étienne, rue Saint-Étienne d'Ochiaz.
- Église Saint-Jean-Baptiste, rue de l'Église de Châtillon-en-Michaille.
- Église Saint-Paul, rue de la Cure de Vouvray.
- Temple de l'Église réformée, rue de la République, paroisse protestante fondée en 1906, le bâtiment a été inauguré en 1966.
- Mosquée de langue arabe : rue de l'Avenir, refaite en 2008 dans un style moyen-oriental de couleur saumon.
- Mosquée de langue turque.

### Patrimoine culturel

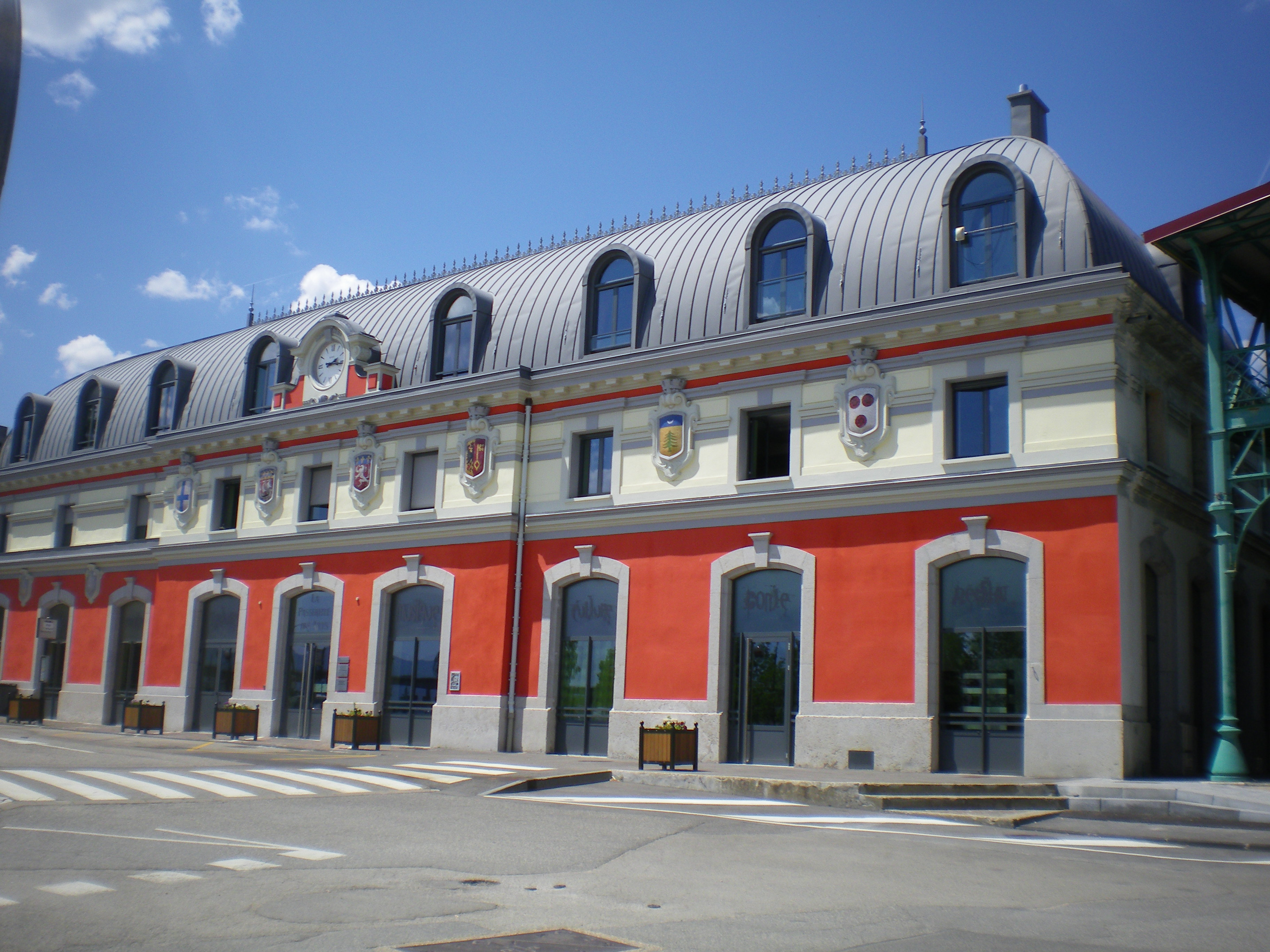
Bâtiment du Pôle Culturel « La Passerelle des Arts ».

#### Culture
Dans les locaux de l'ancienne gare, sur la place Charles-de-Gaulle, un pôle culturel a été inauguré en 2012. Dénommé la Passerelle des Arts, ce bâtiment regroupe la médiathèque Louis-Miraillet et le Conservatoire à rayonnement municipal de musique et danse (CRC). En outre, dans les locaux du conservatoire, des animations, concerts et spectacles, lectures sont organisés. Ce centre permet à 24 professeurs et plus de 300 élèves de pratiquer la musique et le théâtre, par la pratique et l'enseignement, la sensibilisation et l'éveil. Par ailleurs, les départements spécifiques permettent la pratique du rock, des musiques actuelles, jazz, atelier baroque, musiques du monde (guitare manouche, musique latine, musique celtique et traditionnelle et musique Klezmer).

#### Gastronomie
Une des grandes spécialités de Bellegarde-sur-Valserine est la tarte à la gomme, ce qui est une sorte de flan sous la forme d'une tarte, plus mince que les flans que l'on trouve usuellement en boulangerie-pâtisserie.

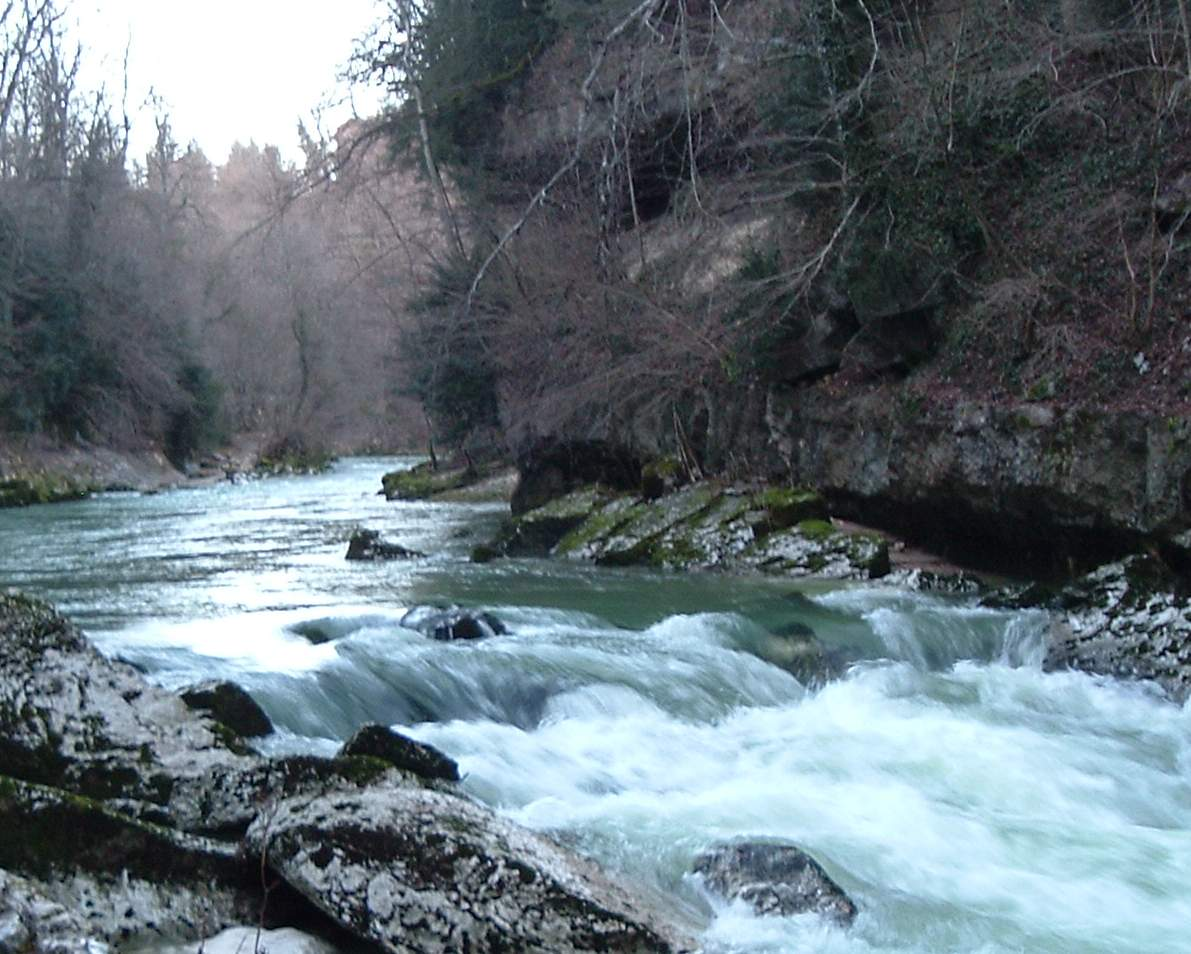
La Valserine en hiver.

### Patrimoine naturel
- Pertes de la Valserine
- Parc de Savoie
- Bords du Rhône du centre-ville jusqu'à Arlod
- Forêt du bois des Pesses
- Étang du Nièvre à Châtillon
- Plateau de Retord

### Espaces verts et fleurissement
En 2014, la commune de Bellegarde obtient le niveau « une fleur » au concours des villes et villages fleuris.

### Personnalités liées à la commune
À Bellegarde-sur-Valserine :
- Louis Finet (1897-1976), résistant, Compagnon de la Libération[47],[48].
- Robert Barrier (1907 – Aix-les-Bains, 1955), natif, pharmacien (1935), résistant (Armée secrète), homme politique savoyard, vice-président national de l'UDSR (1945), maire de Yenne (1944-1947), conseiller général de Savoie (1945-1955) et président (1951), député de Savoie (1951-1955), maire d'Aix-les Bains (1953).
- David Venditti, rugbyman français, qui fut centre du Club sportif Bourgoin-Jallieu rugby, fit ses classes de jeune rugbyman au sein de l'Union sportive Bellegarde Coupy de l'école de rugby à junior moins de 19 ans.
- Yannis Marhab (née en 1998 à Saint-Julien-en-Genevois), ingénieur et personnage public, ayant travaillé dans la sûreté du CERN (Organisation européenne pour la recherche nucléaire).
- Younès Kaboul (né en 1986 à Saint-Julien-en-Genevois), défenseur international français de football, ayant joué au FC Concordia Bellegarde.
- Nelly Moenne-Loccoz (née en 1990), snowboardeuse française, licenciée au club de Bellegarde, 6e des Jeux olympiques de Vancouver.
- Yves Amoureux (né à Bellegarde en 1951), auteur et réalisateur de cinéma et de télévision ; principaux films : Le Beauf (avec Gérard Jugnot), Le Double de ma Moitié (avec Bernard Giraudeau).

À Châtillon-en-Michaille :
- César Caire, avocat français né le 31 juillet 1861 à Châtillon-de-Michaille (Ain) et mort le 30 septembre 1931 à Lyon (Rhône), fut président du Conseil municipal de Paris de 1921 à 1922.
- François Fériol, général de brigade de la Révolution française, né le 7 mai 1739 à Châtillon-de-Michaille (Ain) et mort le 28 octobre 1813 à Aix-en-Provence (Bouches-du-Rhône).

### Héraldique

Logo de Valserhône.

La commune nouvelle ne dispose d'aucun blason ; en revanche elle s'est dotée d'un logotype.